# 윤여정
윤여정(1947년 6월 19일 ~ )은 대한민국의 배우이다. 1966년 TBC 3기 공채 탤런트로 데뷔했다. 1967년 동양방송 《미스터 곰》에서 주요 역할을 맡은 것을 시작으로 《강변 살자》, 《박마리아》 등에 출연했고, 문화방송으로 이적 후 《장희빈》 역을 맡아 스타덤에 올랐다. 1971년 영화 《화녀》로 스크린에 데뷔하여 독보적인 활약을 펼쳤다.
연예계 복귀 이후 주요 출연작으로는 드라마 《사랑이 뭐길래》, 《목욕탕집 남자들》, 《내가 사는 이유》, 《네 멋대로 해라》, 《굳세어라 금순아》, 《넝쿨째 굴러온 당신》, 《디어 마이 프렌즈》와 영화 《바람난 가족》, 《꽃피는 봄이 오면》, 《하하하》, 《하녀》, 《돈의 맛》, 《계춘할망》,  《죽여주는 여자》 등이 있다.
임상수, 홍상수, 이재용 감독과의 작업을 통해 수많은 상을 받았으며, 예능 프로그램에서는 《윤식당》, 《윤스테이》 등으로도 이름을 알리기도 했으며, 2021년 영화 《미나리》의 순자 역으로 미국 배우 조합상 영화부문 최우수 여우조연상, 영국 아카데미 영화상(BAFTA) 여우조연상, 제93회 아카데미 여우조연상을 수상하며 세계적인 유명세를 얻었다.

## 활동

### 1970~1990년대: 초기 경력 및 스타덤에 오르다
윤여정은 한양대학교 국문학과에 재학하던 1966년 연극 배우로 처음 연기를 시작하였고, 동년 TBC 3기 공채 탤런트로 데뷔했다. 등록금을 벌기 위해 방송국 아르바이트를 하다가 시험에 응시해 보라는 권유를 받고 도전한 결과였다고 한다.

연기를 시작하게 된 계기에 대해 다음과 같이 밝혔다. 
| “ | 등록금을 위해 당시 김동건 선생님의 프로그램을 도와주는 도우미 역할을 했었다. 그때 나를 보고 TBC 탤런트 공채 시험을 보라고 하더라. 떨어지면 붙여준다고 보라고했다. | ” |
|   | — 스포츠경향 2016년 5월 27일자 기사 중 |   |

활동 무대를 MBC로 옮겨 1971년 사극 《장희빈》에서 악녀 장희빈 역을 맡아 표독스럽게 연기해내며 주목을 받았다. 그해 김기영 감독의 영화 《화녀》로 스크린 데뷔하였고, 유니크한 이목구비의 윤여정의 등장은 영화판에서 신선한 센세이션이었다. 이 작품에서 그녀는 시골에서 상경한 하녀 명자 역을 맡아 식모살이하는 서울 중산층 가정의 유부남에게 겁탈당하고 강제 유산까지 한 후 광기를 부리게 되는 인물을 연기해 본격적인 스타덤에 올랐다. 청룡영화상 여우주연상, 대종상 신인여우상, 제4회 시체스 국제영화제 여우주연상을 수상하면서 연기력을 인정받았다. 윤여정은 김기영 감독의 《충녀》에도 출연하며 ‘김기영의 페르소나’로 불리기도 했다.
윤여정은 1972년 김수현 작가의 MBC 《새엄마》 최고 인기를 자랑하면서 연예계 흥행보증수표로 거듭났다.
최고의 인기를 구가하던 전성기 때인 1974년 27세 나이로 가수 조영남과 결혼하며 배우 생활을 쉬고 미국으로 건너가 이민 생활을 했다. 이후 1987년 결혼 13년 만에 조영남과 이혼한 뒤 슬하의 두 아들을 양육하기 위해 연예계에 복귀했다. 2021년 초 미국 일간지 로스앤젤레스타임스와의 인터뷰에 따르면 이혼 직후 윤여정은 공립학교에 보낸 두 아이를 키우려 최저 시급 2.75달러를 받으며 슈퍼마켓 계산원으로 일했다고 말했다.

2009년 MBC 《무릎팍도사》에서 윤여정은 이혼 당시를 이렇게 회상했다. 
| “ | 돈 벌기 위해 단역도, 보조출연도 마다하지 않았다. | ” |
|   | — 주간동아 2021년 2월 7일자 기사 중              |   |

한때 김기영 감독의 페르소나로 불리던 윤여정은 MBC 《전원일기》에 단역으로 출연했지만 다시 시작한 연기 생활은 혹독했다. 극 중 밥 먹는 장면을 연기하던 그녀에게 일용엄니 역의 김수미는 “여기서는 그렇게 밥을 끼적끼적 먹어선 안 된다”고 조언했는데, 이 말이 연기 인생의 거름이 되었다고 한다. 윤여정은 이후 밤을 새워 토씨 하나 틀리지 않도록 연기 연습을 했다. 이후 스타 방송작가 김수현이 각본을 쓴 1985년 영화 《에미》에서 딸의 원한을 갚기 위해 인신매매 단원을 한 명씩 처단하는 중년 여인 역을 연기하는 파격을 보이기도 했다.
1984년 미국에서의 삶을 정리하고 MBC 《베스트셀러극장-고깔》로 연예계 복귀를 하였다. 윤여정은 당시 경향신문과의 인터뷰에서 “화려한 재복귀, 이런 떠들썩한 말은 싫다. 주부로만 묻혀 있어 모두들 잊었으려니 했는데 이렇게 기억해주시다니 감사할 뿐이다”라고 복귀 소감을 알렸다.
1990년대 드라마 《배반의 장미》, 《사랑과 야망》, 《사랑이 뭐길래》, 《목욕탕집 남자들》, 《간이역》, 《내가 사는 이유》, 《우리가 정말 사랑했을까》 등 작품에서 주어진 역할은 주로 주인공의 엄마, 이모 또는 고모 등이였으나 주조연을 가리지 않고 열연했다. 하지만 복귀에도 대중들의 시선은 예전 같지 않았는데, 당시만 해도 이혼에 대한 부정적인 인식이 팽배했던 시기였던 탓에 윤여정은 2009년 영화 《여배우들》에서 “이혼했을 당시 국민 정서를 해친다는 말을 들었다”고 밝히기도 했었다.
윤여정은 또한 1997년 드라마 《내가 사는 이유》를 시작으로 노희경 작가의 작품에 《거짓말》(1998), 《우리가 정말 사랑했을까》(1999), 《유행가가 되리》(2005), 《그들이 사는 세상》(2008), 《디어 마이 프렌즈》(2016)에 출연했다.

### 2000~2010년대: 계속된 연기,바람난 가족과하녀
2000년대에 넘어와서도 윤여정은 드라마《꼭지》, 《비단향꽃무》, 《네 멋대로 해라》, 《굳세어라 금순아》, 《열아홉 순정》, 《그들이 사는 세상》 등 여러 편의 작품에서 할머니 역부터 요부 역까지, 주연과 조연을 가리지 않은 열연을 펼치며 중견 배우로 자리를 굳혔다.
방송국에서 붙박이로 일하던 그녀는 임상수 감독의 2003년 영화 《바람난 가족》으로 18년 만에 스크린으로 다시 컴백했다. 윤여정은 간암으로 사경을 헤매는 남편 앞에서 아들과 며느리에게 사귀는 사람이 있다고 태연하게 말하는 시어머니 홍병한 역을 연기, 그야말로 파격적이고 화려한 복귀를 이뤄냈다. 당초 이 역할은 출연 제의를 받은 여러 배우들이 손사래를 쳤던 역할이었다고 한다. 제작을 맡은 심재명 명필름 대표는 “도회적이고 세련된 중년 여성 이미지가 역할에 맞아 출연 제안을 했는데, 쿨하게 ‘집 인테리어 해야 해서 돈이 필요하다’면서 역할을 맡아줬다”고 말했다. 윤여정은 이 작품으로 대종상 여우조연상에 후보 지명되었으며, 대한민국 영화대상과 부산영화평론가협회상 여우조연상을 수상하였다. 이듬해 출연한 영화 《꽃피는 봄이 오면》으로 대한민국 영화대상에 2년 연속 여우조연상에 후보 지명되는 쾌거를 이뤘다.
《바람난 가족》 성공 이후 텔레비전보다 영화 쪽 활동이 잦아졌으며, 그 중에서도 홍상수 감독과 임상수 감독의 영화에 크고 작은 역할들로 출연하며, 해외 인지도가 높아졌다. 홍상수 감독의 《하하하》(2009), 《다른 나라에서》(2011), 《자유의 언덕》(2014), 《지금은맞고그때는틀리다》(2015), 임상수 감독의 《그때 그사람들》(2004), 2007년 영화 《오래된 정원》(2007), 《하녀》(2010), 《돈의 맛》(2012), 《나의 절친 악당들》(2015), 《헤븐:행복의 나라로》(2021)에 출연했다.

한국 배우 최초의 아카데미 연기상 후보 지명 소식에 임상수 감독은 “나보다 훨씬 젊은 사람이라는 생각을 했다”고 언급했다. 
| “ | ‘미나리’ 촬영을 시작하기 전 대본도 보고 이야기를 나누기도 했는데, 그런 조건이라면 다른 사람들은 거절할 만한 상황이었어요. 한국에서처럼 편안하게 대우받으면서 찍을 수 있는 영화가 아니니까요. 그 나이에 자기 돈을 써가면서 함께 하셨고 이런 결과를 맞이하신 건, 그분이 몸보다 마음이 젊은 분이어서겠죠. | ” |
|   | — 연합뉴스 2021년 3월 16일자 기사 중 |   |

텔레비전 드라마에서 활약이 두드러졌는데, 2005년 출연한 KBS2 《창사특집극 - 유행가가 되리》는 상하이 국제TV페스티벌에서 TV드라마부문 매그놀리아 대상을 수상하는 쾌거를 이뤘다.
2010년에는 김기영 감독의 1960년 작인 동명 영화를 50년 만에 리메이크한 임상수 감독의 영화 《하녀》에서 원작에 없던 나이 든 하녀 역을 연기한 윤여정은 부일영화상, 춘사영화상, 청룡영화상, 대종상, 대한민국 영화대상, 아시안 필름 어워드 등 국내 시상식 외에도 다수의 해외영화제에서 여우조연상을 휩쓸며 뛰어난 연기력을 인정받았다. 이 작품은 칸영화제 경쟁 부문에 진출했고, 임상수 감독은 “윤여정은 조연이 아니라 전도연과 함께 주연으로 생각하고 만든 영화”라고 말했다.
2012년 윤여정은 2월부터 9월 초까지 방영된 KBS2 《넝쿨째 굴러온 당신》에서 21세기 며느리 (김남주)과 팽팽한 고부갈등을 펼치는 밉지 않은 20세기 시어머니 엄청애 역으로 호평을 받았고, 이 작품은 대한민국 며느리들의 폭풍 공감을 이끌어내며 ‘시월드 신드롬’을 일으켰다. 동년 MBC 《더킹2Hearts》에선 선대왕 이명의 아내로 왕실 최초 평민출신 왕비 방영선 역을 맡아 상반된 열연을 펼쳤다. 또한 임상수 감독의 영화 《돈의 맛》에서 윤여정은 성욕을 노골적으로 드러내고 폭력을 행사하기도 하는 재벌가 여인 백금옥 역을 연기해 2년만에 칸영화제 경쟁 부문에 진출하며 5월 26일 칸에 위치한 뤼미에르 극장에서 공식 스크리닝이 진행되어 영화에서 공연한 백윤식, 김강우, 김효진,임상수 감독과 레드카펫을 밟았다.

김효정 영화평론가는 윤여정에 대해 다음과 같이 평가했다. 
| “ | 윤여정은 나이 들면서 역할이 더 넓어지는 국내 유일의 배우. 할머니의 역할과 요부의 역할을 동시에 할 수 있는 배우는 거의 없다. | ” |
|   | — 한국일보 2021년 3월 17일자 기사 중                                                                                        |   |

2013년에는 송해성 감독의 영화 《고령화가족》에서 나이 값 못하는 삼 남매의 어머니 역할 연기했고, MBC 드라마 《여왕의 교실》에선 교육계 자문으로 참여했던 재판에서 인상적이었던 마선생(고현정)을 영입하는 일생일대의 모험을 시도하는 교장선생님 용현자 역을 연기했다. 이듬해인 2014년에는 《꼭지》(2000)로 호흡을 맞춘 이경희 작가의 드라마 《참 좋은 시절》에서 평생을 가족을 위해 자신의 모든 것을 내던지고 헌신하는 어머니 장소심 역할을 연기했다.

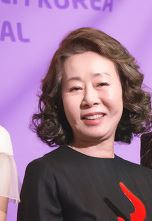
2016년 12월 7일, 2016 올해의 여성영화인상에서 윤여정.

2016년 윤여정은 데뷔 50주년을 맞이하였다. tvN 드라마 《디어 마이 프렌즈》에서 일평생을 일가친척들 뒷바라지하느라 결국은 싱글 처녀 꼰대가 된 화끈한 성격을 지닌 65세의 모태솔로 오충남 역을 연기, 매사에 이성적인 연애관과 타고난 입담을 선보였다. 동년에 세 편의 영화 《계춘할망》,  《죽여주는 여자》, 《산나물 처녀》에 출연했다. 특히 《죽여주는 여자》에서 그녀는 주인공 소영 역을 맡아 청룡영화상 여우주연상과 백상예술대상 영화부문 여자 최우수연기상, 춘사영화상, 들꽃영화상 아시아 태평양 스크린 어워즈에서 여우주연상에 후보 지명되었고, 부일영화상과 몬트리올 판타지아 국제영화제에서 여우주연상, 아시아 태평양 스크린 어워즈 심사위원대상, 올해의 여성영화인상 올해의 여성영화인상을 수상하는 쾌거를 이뤘다. 1971년 《화녀》 이후 45년 만에 여우주연상을 수상이기에 더욱 의미를 더했다. 《계춘할망》으로는 대종상 여우주연상에 후보 지명되었다.
2017년 윤여정은 대중문화예술에 기여한 공로를 인정받아 대한민국 대중문화예술상에서 은관문화훈장 표창을 받았다.
윤여정은 또한 tvN 예능 《꽃보다 누나》, 《윤식당》 등에 출연해 쿨한 입담과 탁월한 패션센스를 뽐내며 중견 여배우 중에서 독보적인 활약을 펼치기도 했다.

### 2020년대:미나리, 제2의 전성기
2020년 윤여정은 《지푸라기라도 잡고 싶은 짐승들》에서 과거의 기억에 갇힌 노모 순자 역으로 독보적인 존재감을 드러냈다. 같은 해 출연한 독립영화 《찬실이는 복도 많지》에는 개런티를 받지 않고 출연하기도 했다.
이듬해인 2021년 윤여정은 정이삭 감독의 영화 《미나리》에서 미국으로 이민 간 딸 모니카(한예리)의 요청을 받고 간 딸 부부가 새로 정착한 시골 마을 아칸소에서 어린 손주들을 위해 희망을 찾아가는 할머니 순자 역을 연기했다. ‘전형적 할머니’ 틀 깬 독창적 연기로 비평가들의 큰 호평을 받아 미국 전역의 시상식에서 30여개의 트로피를 거머쥐었다. 4월 5일 미국 배우 조합상(SAG)에서 영화부문 최우수 여우조연상을 수상하였다. 또한 윤여정은 영국 아카데미 영화상(BAFTA)과 미국 아카데미상 최우수 여우조연상 후보에 올라 영국 아카데미와 아카데미 연기상 후보에 오른 최초의 한국 배우가 되었다. 윤여정은 캐나다 벤쿠버에서 애플 TV+ 드라마 《파친코》 촬영을 마치고 2021년 3월 15일 밤 귀국했고, 다음날인 3월 16일 발표한 입장문을 통해 아카데미상 후보에 오른 소감을 전했다.
2021년 4월 26일, 미국 로스앤젤레스 유니언역과 돌비 극장에서 열린 제93회 아카데미 시상식에서 여우조연상을 수상하는 쾌거를 이뤄냈다. 한국 배우로서 후보 지명과 수상 모두 최초이다..

## 참고 사항
- 윤여정의 8살 아래 여동생 윤여순은 LG그룹의 첫 여성 임원이다.[28][29]